# Brahmina sculpticollis
Brahmina sculpticollis är en skalbaggsart som beskrevs av Frey 1969. Brahmina sculpticollis ingår i släktet Brahmina och familjen Melolonthidae. Inga underarter finns listade.